# Борис Шац
Борис Шац (ім'я при народженні: Борис Ілліч (Залмая-Бер) Шац, в Ізраїлі також відомий як Барух Шац і Борис Цемах Шац; *23 грудня 1866, Ворно Ковенської губернії, Російська імперія — †23 березня 1932, Денвер, штат Колорадо, США) — єврейський скульптор, живописець, діяч культури. Працював у Болгарії та Палестині.

## Біографія
Борис Шац народився у Ворно поблизу Ковно (нині Каунас, Литва). Навчався в Ієшиві у Вільні (Вільнюс), де зблизився з групою Ховевей Ціон.
1889 року вирушив до Парижа, де вступив до Академії живопису Кормона і майстерню скульптора Марка Антокольського, ставши згодом його помічником. У цей час створив свої перші значні твори.
У 1895 році отримав посаду придворного художника болгарського царя Фердинанда. У Софії створив Академію мистецтв, яку й очолив. Кишинівський погром 1903 повернув Шаца в коло єврейських проблем, в результаті чого він захопився ідеями Теодора Герцля.
На 7-му Сіоністському конгресі в Базелі (1905) Борис Шац виступив з пропозицією заснувати в Палестині художню школу, де молоде покоління євреїв могло б навчатися всім видам витончених і прикладних мистецтв. Сповнений цією мрією, в 1906 році він вирушив до Єрусалима, де відкрив Школу мистецтва і ремесел Бецалель (від 1969 року — Академія мистецтв і дизайну «Бецалель»). Натхненний Торою, він назвав нову школу ім'ям Бецалеля. Але плани Шаца йшли набагато далі: він вважав, що Єрусалиму потрібен музейний заклад. Завдяки фінансовій підтримці німецьких сіоністів поруч зі школою був створений музей «Бецалель». Відтак, 1964 року в Єрусалимі був створений державний «Музей Ізраїлю» і музей «Бецалель» став його частиною, переставши існувати самостійно. Тим не менш, велике зібрання творів єврейського релігійного мистецтва в Музеї Ізраїлю досі представлене як колекція музею «Бецалель».
Борис Шац був мрійником, у чиїх вельми утопічних мріях перепліталися разом природа і мистецтво. Людиною він був досить непрактичною і йому, в результаті, було відмовлено в подальшій фінансовій підтримці. Зусилля Шаца віднайти гроші в США виявилися марними.
В 1932 році, під час чергових пошуків фінансової підтримки в США, Борис Шац помер і школа «Бецалель» в Єрусалимі на деякий час була закрита.
Проте, всього за рік по смерті Бориса Шаца до Палестини починають прибувати єврейські художники, покинувши гітлерівську Німеччину. Завдяки Мордехаю Наркісу (1898–1957), що тривалий час співпрацював з Борисом Шацем, у 1935 році була відкрита «Нова школа Бецалель» і відновлена робота музею.
Спочатку школа «Бецалель» розташовувалася в старій будівлі, оточеній кам'яним зубчастим муром, одній із визначних пам'яток міста. У теперішній же час цей будинок є «Будинком художників», де молоді таланти щорічно виставляють свої твори.

## Творчість
Під час свого перебування в Парижі (1889—1895) Борис Шац створив низку значних творів, серед яких статуї «Мойсей на горі Нево» (1890) і «Маттітьяху Хасмоней» (перший варіант — 1894, цинк), образи єврейських старців. У цей період Шац створив також декілька портретів, найкращим з яких вважається рельєфний медальйон «М. Антокольський» (1894, бронза).
Як придворний художник болгарського царя Борис Шац виконував офіційні замовлення, в тому числі ескіз пам'ятника героям Визвольної війни 1876 року (1901). Нерідко художник звертався до народної тематики, зображуючи, здебільшого, людей похилого віку («Болгарська стара», 1897, гіпс; «Єврей, що присів», 1902, теракота).
У 1903 році Шац створив два рельєфи, що стали згодом найвідомішими його творами: «Зустріч суботи» (бронза) і «Хавдала» (бронза).
У «палестинський» період творчості художника центральне місце в його творах посідають образи видатних представників єврейства минувшини — ескіз до статуї «Мойсей зі скрижалями» (1918, гіпс), де відчувається вплив роботи «Христос перед судом народу» М. Антокольського, пророки — «Єремія» (1911), «Ісаія» (1918; обидва — бронзові рельєфи).
У 1920-ті роки Шац створив також відомі скульптурні портрети Герцля (Музей Т. Герцля, Єрусалим), Хаїма-Нахмана Бялика (1929), Жаботинського (1920), Бен-Єгуди (1922), Герберта Семюела (1924), Ізраела Зангвілла (1929/30).

## Джерело-посилання
- Стаття про Бориса Шатца [Архівовано 23 травня 2011 у Wayback Machine.] у www.jewishencyclopedia.com («Єврейська енциклопедія») [Архівовано 28 листопада 2012 у WebCite]